# Ryuji Kitamura
Ryuji Kitamura (北村 隆二 Kitamura Ryūji?, nacido el 15 de marzo de 1981 en Zushi, Kanagawa) es un exfutbolista y actual entrenador japonés. Jugaba de centrocampista y su último club fue el Matsumoto Yamaga FC de Japón.

## Trayectoria

### Clubes
| Club                 | País  | Año         |
| -------------------- | ----- | ----------- |
| Nagoya Grampus Eight | Japón | 2003 - 2004 |
| FC Gifu              | Japón | 2005 - 2008 |
| Matsumoto Yamaga FC  | Japón | 2009 - 2012 |

## Estadística de carrera

### J. League
| Club                 | Año   | J. League | J. League | Copa J. League | Copa J. League | Total | Total |
| Club                 | Año   | Part.     | Goles     | Part.          | Goles          | Part. | Goles |
| -------------------- | ----- | --------- | --------- | -------------- | -------------- | ----- | ----- |
| Nagoya Grampus Eight | 2003  | 0         | 0         | 0              | 0              | 0     | 0     |
| Nagoya Grampus Eight | 2004  | 0         | 0         | 1              | 0              | 1     | 0     |
| FC Gifu              | 2008  | 35        | 0         | -              | -              | 35    | 0     |
| Matsumoto Yamaga FC  | 2012  | 4         | 0         | -              | -              | 4     | 0     |
| Total                | Total | 39        | 0         | 1              | 0              | 40    | 0     |